# 1160 en santé et médecine
| Années de la santé et de la médecine : 1157 - 1158 - 1159 - 1160 - 1161 - 1162 - 1163    |
| Décennies de la santé et de la médecine : 1130 - 1140 - 1150 - 1160 - 1170 - 1180 - 1190 |

Cet article présente les faits marquants de l'année 1160 en santé et médecine.

## Établissements
- « La léproserie de Saint-Ladre est mentionnée pour la première fois » à Montigny, près de Metz en Lorraine[1].
- La léproserie de Gorze, en Lorraine, est mentionnée comme « leprosis in Gorziensis villae potestate[1] ».
- Première mention de la léproserie des Grands Malades, « le plus ancien hospice de Huy », en Wallonie[2].
- La maladrerie Saint-Nicolas de Gravigny, près d'Évreux, en Normandie, fondée au début du siècle, est attestée dans une charte par laquelle Simon de Montfort lui accorde un jour de foire[3],[4].
- 1160-1161 :
  - Une aumônerie Saint-Aubin est mentionnée à Angers[5].
  - Fondation de la « Grande Maladrerie » de Beaulieu à Caen, en Normandie[6].
- Années 1160 : « premières mentions certaines de l'hôtel-Dieu de Caen », en Normandie[6].

## Naissances
- Entre 1153 et 1160 : Raoul de Longo Campo (mort à une date inconnue), maître régent ès arts, disciple d'Alain de Lille, auteur, entre autres œuvres, d'un « Regimentum sanitatis à sujet purement médical », et de « remarques d'ordre physiologique et thérapeutique dispersées dans le commentaire sur l'Anticlaudianus et dans les Distinctiones[7] ».
- Vers 1160 :
  - Guy de Montpellier (mort en 1208), fondateur de l'ordre des Hospitaliers du Saint-Esprit[8].
  - Samuel ibn Tibbon (mort vers 1230), médecin, fils du médecin Juda ibn Tibbon, beau-père de Jacob ben Abba Mari, et auteur, parmi d'autres traductions, de celle de l'Ars parva de Galien avec le commentaire d'Ali ibn Rodhwân[9].